# Пустынные тушканчики
Песчаные тушканчики, или пустынные тушканчики, или африканские тушканчики (лат. Jaculus), — род млекопитающих из семейства тушканчиковых.

## Виды и распространение
Различные авторы принимают в составе рода от 3 до 5 видов. Представление о видовой самостоятельности Jaculus deserti Loche, 1867 было впоследствии опровергнуто. Дискуссии о видовой самостоятельности или конспецифичности видов Jaculus blanfordi и Jaculus turcmenicus основаны на анализе единичных экземпляров. Согласно наиболее современным исследованиям, делается вывод о конспецифичности J. blanfordi и J. turcmenicus, а J. turcmenicus рассматривается в качестве подвида J. blanfordi (Pavlinov and Rossolimo, 1998; Shenbrot et al., 1995). Указывается на то, хиатус по размерам и пропорциям черепа между видами отсутствует, кроме того, у них идентично строение гениталий.
- Тушканчик Бланфорда (Jaculus blanfordi). Восточный и Южный Иран, Южный и Западный Афганистан, Западный Пакистан, Туркменистан и Центральный Узбекистан.
- Египетский тушканчик (Jaculus jaculus). Северо-Восточная Нигерия и Нигер, от Юго-Западной Мавритании до Марокко и Египта, Судан и Сомали, Аравия до Юго-Западного Ирана.
- Восточный тушканчик (Jaculus orientalis). Северная Африка и Аравия[1].

Пустынные тушканчики — обитатели песчаных, песчано-гравийных и глинистых пустынь и сухих саванн.
Ископаемые остатки вида известны из позднего плиоцена (Восточная Африка), на территории бывшего СССР — с древнего голоцена.

## Внешний вид
Тушканчики средних и крупных размеров. Половой диморфизм не выражен. Размеры и пропорции тела в пределах рода варьируют не особенно существенно. Длина тела составляет от 100—120 мм у египетского тушканчика до 125—150 мм у тушканчика Бланфорда и 135—165 мм у восточного тушканчика. Длина ступни в среднем составляет 50 % длины тела.
Мордочка укороченная. Пятачок хорошо выражен. Уши относительно длинные. Хвост примерно в 1,5 раза длиннее тела, не утолщён, на конце — хорошо развитое знамя. Когти на передних конечностях серповидно изогнутые. Задние конечности трёхпалые. Когти на задних конечностях прямые и острые. Средний палец задней конечности незначительно превышает длину когтя среднего.
Волосяной покров густой и мягкий. Голова и спина покрыты мехом от бледного песчано-жёлтого до тёмного охристо-бурого с нерезкой тёмной продольной струйчатостью. Брюхо белое. Щётка на ступне белая, буроватая или чёрная.

## Образ жизни
Активность зверьков приходится на ночь. День проводят в норах. Основу питания составляют семена и зелёные части растений. Зимой впадают в спячку.

## Размножение
Имеют относительно высокий репродуктивный потенциал. У самок 4 пары сосков.